# Enwonwu (cràter)
Enwonwu és un cràter d'impacte en el planeta Mercuri de 38 km de diàmetre. Porta el nom del pintor i escultor nigerià Ben Enwonwu (1921-1994), i el seu nom va ser aprovat per la Unió Astronòmica Internacional el 2008.
El cràter mostra un pic central i un conjunt de raigs lluminosos que emanen de la vora del cràter. Els raigs es creuen els cràters superficials i veïns dels voltants, el que indica que el cràter Enwonwu es va formar fa relativament poc temps en la història de Mercuri. La brillantor dels raigs també suggereix relativa joventut, ja que amb el temps els raigs enfosqueixen i desapareixen en la superfície de Mercuri.